# Esther Domínguez Zurita
Esther Domínguez Zurita (Saragossa, 23 d'abril de 1981) és una exgimnasta rítmica espanyola que va competir en la selecció nacional de gimnàstica rítmica d'Espanya. Amb el conjunt espanyol va obtenir la plata en 5 pilotes i el bronze en 3 pilotes i 2 cintes a l'Europeu de Patres (1997), i com a individual va assolir ser olímpica a Sydney 2000 (11è lloc) i va ser bronze en el Campionat Europeu per Equips de Riesa (2001). Va ser campiona de la Copa d'Espanya (1995 i 1997) i campiona d'Espanya en 3 ocasions en categoria d'honor de la modalitat individual (1998, 1999 i 2000).

## Biografia esportiva

### Inicis
Es va iniciar en la gimnàstica rítmica el 1988, als 7 anys, en un gimnàs de l'actual districte Actur-Rei Fernando (Saragossa). Als 8 anys va entrar al Club Escola de Gimnàstica Rítmica de Saragossa. El 1991, 1992 i 1993 va ser campiona d'Aragó infantil, i el 1994 campiona d'Aragó júnior. El 1992 va ser subcampiona d'Espanya individual en categoria infantil al Campionat celebrat a Benicarló, el 1993 campiona d'Espanya infantil a la general, en cèrcol, en corda i en pilota, el 1994 campiona d'Espanya júnior a la general, en cèrcol i en cinta, i el 1995 campiona d'Espanya júnior en corda, cèrcol, maces i cinta. Des de 1994, Esther va ser entrenada per Nancy Usero, fins que va ser convocada per la seleccionadora nacional individual Mar Lozano.

### Etapa en la selecció nacional

#### 1995 - 1997: Primeres competicions i breu etapa al conjunt
Internacional des dels 12 anys, als 14 va marxar a Madrid per entrenar-se amb la selecció nacional de gimnàstica rítmica d'Espanya. En la selecció entrenaria primer en el Gimnàs Moscardón i des de 1997 al Centre d'Alt Rendiment de Madrid del Consell Superior d'Esports. Després de ser component de la selecció júnior individual el 1995, el 1996 es va convertir en individual sènior. L'abril del 1997, a falta d'un mes per a l'Europeu, es va incorporar al conjunt espanyol després de la retirada de Marta Baldó, Estela Giménez i Estíbaliz Martínez, i la lesió de Marta Calamonte. Dels dos exercicis per a aquest any, el de 5 pilotes tenia com a música una barreja de cançons d'Édith Piaf, com «Non, je ne regrette rien» o «Hymne à l'amour», mentre que el de 3 pilotes i 2 cintes feia servir «Las cosas del querer», composta per Quintero, León i Quiroga. Esther va ser titular en el de 5 pilotes. Al maig, Esther va competir amb el conjunt en el Campionat Europeu de Gimnàstica Rítmica de Patres, on va assolir un 4t lloc en el concurs general, a més d'una medalla de plata en 5 pilotes i una altra de bronze en 3 pilotes i 2 cintes. El primer dia, amb una nota acumulada de 38,300 en el concurs general, es van quedar a 50 mil·lèsimes del podi. En les finals per aparells de l'endemà van obtenir una nota de 19,600 en l'exercici de 5 pilotes, que els va atorgar la medalla de plata. En l'exercici mixt de 3 pilotes i 2 cintes van assolir una nota de 19,500 que els va portar al tercer calaix del podi. El conjunt estava integrat llavors per Esther, Sara Bayón, Núria Cabanillas, Lorena Guréndez, Tania Lamarca, Carolina Malchair i Marta Calamonte com a suplent. Posteriorment Esther passaria a ser novament gimnasta individual.

#### 1997 - 2001: Volta a la modalitat individual i Sydney 2000
El 1997 va començar a ser entrenada en la selecció per Ana Bautista, qui romandria amb ella fins a 1999, quan Dalia Kutkaite va passar a ser entrenadora de l'equip. Després del Campionat del Món d'Osaka el 1999, en què Espanya va acabar quarta i ella novena en modalitat individual, va assolir el seu bitllet per als Jocs Olímpics de Sydney 2000. L'any 2000 va esdevenir la primera gimnasta rítmica espanyola a obtenir una nota de 10,000 en un Campionat Europeu, en l'exercici de pilota en el Campionat Europeu de Saragossa, la seva ciutat natal. En aquest Europeu va assolir el 4t lloc per equips (junt amb Almudena Cid i Alba Caride), el 13è a la general, el 4t en corda (amb la mateixa nota que la 3a), el 6è en cèrcol, el 4t en pilota (amb la mateixa nota que les tres primeres) i el 6è en cinta. A més, en aquesta competició li va ser atorgat el Premi Longines a la Elegància, un trofeu que sol lliurar la marca de rellotges homònima i la FIG durant les competicions internacionals de gimnàstica destacades. Posteriorment va participar en les seves úniques Olimpíades, els Jocs Olímpics de Sydney 2000, on va finalitzar en l'11a posició en el concurs general individual amb una nota de 38,732, quedant-se a 101 mil·lèsimes de participar en la final de les 10 millors.

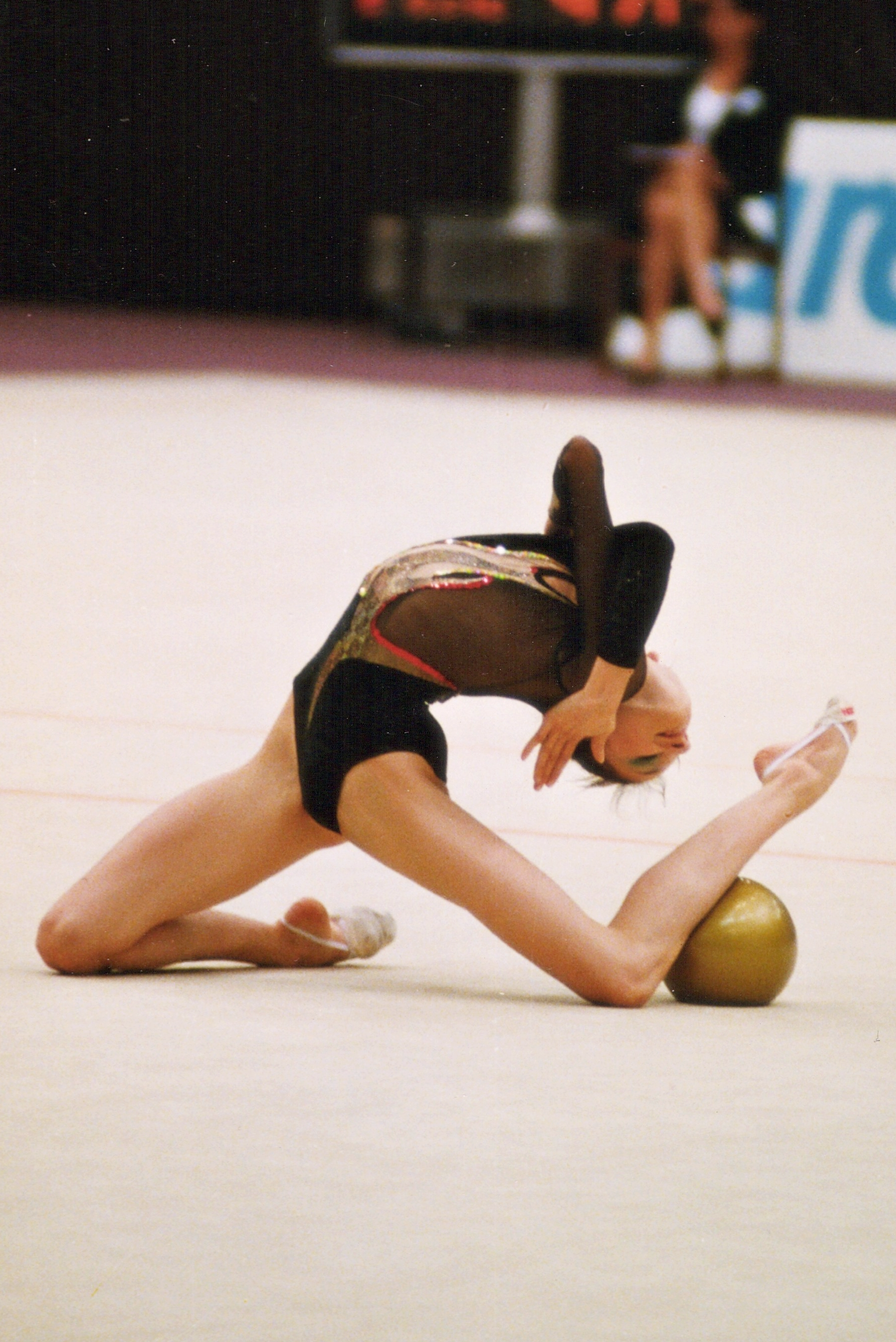
Esther amb la pilota a l'Europeu de Budapest (1999). En aquest muntatge va emprar el tango «Sus ojos se cerraron» de Carlos Gardel
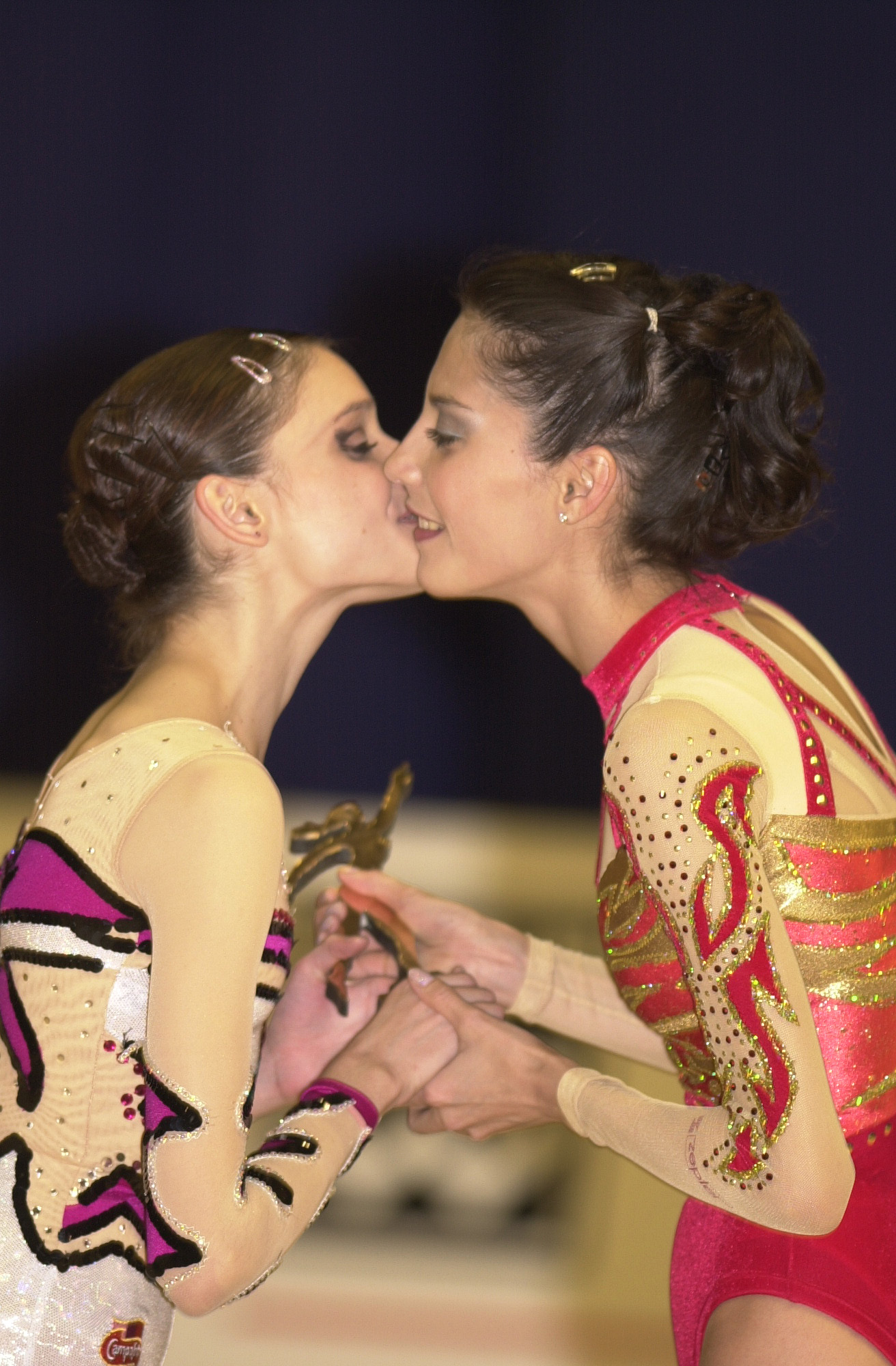
Esther (esquerra) rep d'Elena Vitrichenko el Premi Longines a l'Elegància a l'Europeu de Saragossa (2000)

Al maig de 2001 va obtenir la seva única medalla en una competició internacional oficial, en assolir l'equip espanyol de gimnàstica la medalla de bronze en el primer Campionat Europeu per Equips, celebrat a Riesa (Alemanya). L'equip espanyol per a aquesta competició va estar format a més per Almudena Cid i per quatre representants de gimnàstica artística: Alejandro Barrenechea, Víctor Cano, Sara Moro i Laura Martínez. A mitjan juny va participar en el seu últim Europeu, celebrat a Ginebra, on va ser 8a a la final de cèrcol.

### Retirada de la gimnàstica
El 2001 es va retirar a causa d'un trencament de costella en un entrenament previ a l'Europeu de 2001. Va començar a estudiar dansa amb Alicia Alonso, però ho va deixar poc després. Va començar a cursar la Llicenciatura de Ciències de la Informació (periodisme), que va finalitzar amb èxit l'any 2005. Va treballar com a entrenadora de gimnàstica rítmica al Club Chamartín de Madrid.

## Llegat i influència
Esther és la primera i única gimnasta espanyola a obtindre un 10 (la puntuació perfecta) en un Campionat Europeu de gimnàstica rítmica, assolint-la en l'exercici de pilota de l'Europeu de Saragossa (2000). La exgimnasta de la selecció nacional, Montse Martín, parlava així en 2019 sobre les característiques com a gimnasta que li atribuïa:
| « | Gimnasta amb molt carisma i arpa en el tapís, realitzava els exercicis amb una gran seguretat i neteja en execució. Durant la seva etapa a la selecció espanyola com individual, sota els consells d'Ana Bautista, presentava sempre coreografies i músiques úniques, molt diferents a la resta. | » |

## Equipaments
| Període      | Proveïdor |
| ------------ | --------- |
| 1995 - 2000  | Arena     |
| 2000 (JJ.OO) | Fumarel   |

## Música dels exercicis
| Any                      | Aparells                                                                              | Música |
| ------------------------ | ------------------------------------------------------------------------------------- | --- |
| 1995 (Individual júnior) | Cèrcol                                                                                | «Matador», de la banda sonora de la pel·lícula Matador de Pedro Almodóvar, composta per Bernardo Bonezzi.    |
| 1995 (Individual júnior) | Maces                                                                                 | «Por una cabeza» de Carlos Gardel, en la versió d'Itzhak Perlman.                                            |
| 1996                     | Cinta                                                                                 | «The Cemetery», de la banda sonora de la pel·lícula Batman Returns de Tim Burton, composta per Danny Elfman. |
| 1996                     | Pilota                                                                                | «El entrerriano» de Rosendo Mendizábal.                                                                      |
| 1996                     | Pilota                                                                                | «Ivette», en la versió d'Aníbal Troilo, Roberto Grela el cuartet típic.                                      |
| 1996                     | Maces                                                                                 | «La chica ye-ye», interpretada per Concha Velasco i composta per Augusto Algueró.                            |
| 1996                     | Maces                                                                                 | «Rumbo a Jerez» de Luis Cobos.                                                                               |
| 1997                     | 5 pilotes                                                                             | Barreja de cançons d'Édith Piaf, com «Non, je ne regrette rien» i «Hymne à l'amour».                         |
| 1997                     | 3 pilotes i 2 cintes                                                                  | «Las cosas del querer», copla composta per Quintero, León i Quiroga.                                         |
| 1998                     | Maces                                                                                 | «Ya Ya Ringe Ringe Raja» i «Mesecina» de Goran Bregović.                                                     |
| 1998 - 1999              | Corda                                                                                 | «The Heat of the Day» de Pat Metheny Group.                                                                  |
| 1999 - 2000              | Cinta                                                                                 | «Noche en el sur» i «Luna de fiesta», de José Luis Encinas.                                                  |
| 1999 - 2000              | Pilota                                                                                | «Sus ojos se cerraron» de Carlos Gardel.                                                                     |
| 1999                     | Cèrcol                                                                                | Banda sonora de The Fruit Machine, composta per Hans Zimmer.                                                 |
| 1999                     | Exercici d'exhibició (mans lliures) junt amb Alba Caride, Almudena Cid i Adassa Ramos | Tema flamenc «Si te vas».                                                                                    |
| 2000                     | Cèrcol                                                                                | «Yulunga (Spirit Dance)» de Dead Can Dance i «Minus One» de Greg Ellis.                                      |
| 2000                     | Corda                                                                                 | «Mario Takes a Walk» de Jesse Cook.                                                                          |
| 2001                     | Pilota                                                                                | «Double Concerto» d'Astor Piazzolla, en la versió d'Al Di Meola.                                             |
| 2001                     | Maces                                                                                 | «Vozes No Deserto» de Rão Kyao i Ketama.                                                                     |
| 2001                     | Corda                                                                                 | «Libertango» d'Astor Piazzolla, en la versió d'Al Di Meola.                                                  |
| 2001                     | Cèrcol                                                                                | «Querer», composta per René Dupéré per a l'espectácle Alegría del Cirque du Soleil.                          |

## Premis, reconeixements i distincions
- Premi Longines a l'Elegància en el Campionat Europeu de Zaragoza (2000).[6]

## Filmografia

### Programes de televisió
| Programes de televisió | Programes de televisió | Programes de televisió | Programes de televisió |
| Any                    | Títol                  | Cadena                 | Notes                  |
| ---------------------- | ---------------------- | ---------------------- | ---------------------- |
| 1999                   | Escuela del deporte    | La 2 de TVE            | Aparició al reportatge |

### Publicitat
- Dos anuncis de Cola Cao (1996). Aparició junt a la resta de l'equip en dos anuncis de televisió per a Cola Cao, llavors patrocinador del Programa ADO.
- Anunci de Campofrío (1996). Aparició junt a la resta de la selecció espanyola a l'anunci de televisió de l'empresa, llavors patrocinador de la Federació.